# Poljski mak
Poljski mak (znanstveno ime Papaver rhoeas) je rastlina enoletnica s slabo razraslim steblom, dlakava rastlina, ima relativno velike cvetove, živo rdeče barve. Cvet maka ima dva čašna lista in štiri venčne liste. Pri odtrganem maku se venčni listi zelo hitro osujejo, zato za okrasne šopke cvetovi niso primerni. Plod je mnogosemenska glavica, ki se odpira z majhnimi luknjicami, skozi katere se osipavajo drobna semena. Poljski mak je pogost motiv slikarjev/slikark zaradi svoje izredne žive rdeče barve v času cvetenja.

## Poljski mak v Sloveniji
V Sloveniji je najbolj znan in razširjen med maki, kot plevel se pojavlja v žitnih poljih, na strniščih in ozarah, tudi na nasipališčih ter ob poteh. Poljski mak se je v Sloveniji razširil že davno v neolitiku z razvojem poljedelstva in gojenjem žit. Podobno kot mak so se razširile tudi rastline plavica in kokalj, znanstveno jih imenujemo arheofiti.
Poljski mak je tudi upodobljen na poštni znamki Pošte Slovenije v letu 2009

## Galerija
- Popek
- bližnji posnetek
- seme
- listi
- Poljski mak